# Griffonia simplicifolia
Espèce
Griffonia simplicifolia est une espèce de plantes à fleurs dicotylédones de la famille des Fabaceae, sous-famille des Caesalpinioideae, native de l'Afrique de l'Ouest et de l'Afrique centrale. Ce sont des plantes grimpantes pouvant atteindre jusqu'à 3 m de haut, et portant des fleurs vertes qui donnent des cosses noires. Leurs graines riches en 5-HTP, précurseur de la sérotonine, sont utilisées en phytothérapie.

## Description
Griffonia simplicifolia est une liane ou un arbuste sarmenteux dont la végétation peut atteindre 3 mètres, voire 10 mètres de haut, et dont le tronc peut atteindre 7 cm de diamètre. Les feuilles sont entières, ovales et glabres. Les fleurs, bisexuées, aux pétales charnus, sont groupées en grappes grises. Le fruit est une gousse, ovoïde et renflée, contenant une à quatre graines orbiculaires glabres.
La floraison se produit de juillet à novembre et les gousses mûrissent en août.
Nommée en 1865 par Henri Baillon, en hommage à Marie-Théophile Griffon du Bellay, médecin chirurgien de la Marine française et explorateur du XIXe siècle.

## Constituants chimiques
Les graines de la plante sont utilisées en phytothérapie pour leur forte concentration en 5-Hydroxytryptophane (5-HTP),. Le 5-Hydroxytryptophane est le précurseur naturel de la sérotonine. La sérotonine joue un rôle important dans le corps humain comme neurotransmetteur transportant les signaux entre les neurones du système nerveux, et participant entre autres à la régulation de l'humeur. Griffonia simplicifolia contient aussi une lectine de légumineuses, l'isolectine B4, qui se lie aux résidus alpha-D-galactosyl des polysaccharides et glycoprotéines.

## Utilisation
Griffonia simplicifolia est utilisée en phytothérapie principalement pour les pathologies nécessitant une augmentation de la concentration de sérotonine, ou sa régulation. Utilisée sous diverses formes (teintures, comprimés, décoctions, extraits, etc.). C'est une alternative naturelle aux antidépresseurs ISRS et anxiolytiques de synthèse pour le traitement des troubles de l'humeur, de l’anxiété et de la dépression,. Utilisation secondaire pour les troubles du sommeil et de l'appétit, ainsi que pour le traitement de l'anémie falciforme. Une étude menée en 1990 sur 50 patients atteints de fibromyalgie a montré une amélioration significative des symptômes à la suite d'un traitement par 5-HTP (et donc pas par Griffonia simplicifolia directement) à une dose de 100mg trois fois par jour pendant 30 jours.

## Mises en garde
5-HTP, substance qui sert à la fabrication de la sérotonine, est un messager chimique du système nerveux central qui intervient dans de nombreuses fonctions physiologiques (sommeil, humeur, dépression),. À l'heure actuelle, la recherche a peu avancé sur les éventuels effets secondaires liés à la prise de 5-htp.

### Contre-indications
Si le Griffonia peut représenter une bonne alternative à divers maux, et que celui-ci est recommandé pour soigner bon nombre de dérèglements, il est tout de même important d'en connaître ses contre-indications principales, et notamment les personnes ne pouvant pas l'utiliser, comme les femmes enceintes, les enfants de moins de 18 ans ou encore les personnes souffrant d'hypotension ou de sclérodermie.

## Synonymes
Selon The Plant List (8 août 2019) :
- Bandeiraea simplicifolia (DC.) Benth.
- Schotia simplicifolia M. Vahl ex DC.